# 小行星9730
小行星9730（英語：9730）是一颗围绕太阳公转的小行星。1982年3月23日，M. L. Sitko、W. A. Stern在莱蒙山发现了此天体。
这颗小行星的绝对星等为93.01804754053479等。